# Відзнака Президента України «За гуманітарну участь в антитерористичній операції»

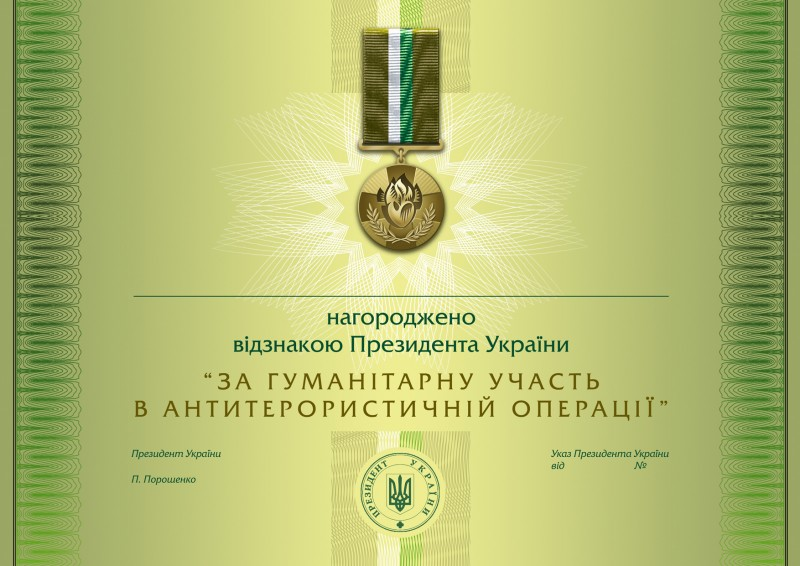
Грамота

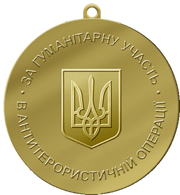
Реверс відзнаки

Відзнака Президента України «За гуманітарну участь в антитерористичній операції» — державна нагорода України — відзнака Президента України, що встановлена з метою гідного відзначення працівників підприємств, установ та організацій, інших осіб, які залучалися або добровільно забезпечували проведення антитерористичної операції в Донецькій та Луганській областях, здійснювали волонтерську діяльність, перебуваючи безпосередньо в районі проведення антитерористичної операції у період її проведення.
Автори дизайну відзнаки — С. та О. Харуки.

## Історія нагороди
- Відзнака Президента України «За гуманітарну участь в антитерористичній операції» заснована Указом Президента України Петра Порошенка 17 лютого 2016 року. Указом постановлено нагородити відзнакою працівників підприємств, установ та організацій, інших осіб, які залучалися або добровільно забезпечували проведення антитерористичної операції в Донецькій та Луганській областях, здійснювали волонтерську діяльність, перебуваючи безпосередньо в районі проведення антитерористичної операції у період її проведення.

- У 2017 році було виготовлено 5,5 тис. відзнак Президента України «За гуманітарну участь в антитерористичній операції».[1]

## Положення про відзнаку
- Відзнакою Президента України «За гуманітарну участь в антитерористичній операції» нагороджуються працівники підприємств, установ та організацій, інші особи, які залучалися або добровільно забезпечували проведення антитерористичної операції в Донецькій та Луганській областях, здійснювали волонтерську діяльність, перебуваючи безпосередньо в районі проведення антитерористичної операції у період її проведення.
- Нагородження відзнакою може бути проведено посмертно.
- Вручення відзнаки провадиться в урочистій обстановці Президентом України або від його імені керівниками центральних органів виконавчої влади, державних органів, що здійснюють керівництво утвореними відповідно до законів військовими формуваннями, керівниками інших державних органів, головами обласних та Київської міської державних адміністрацій, керівниками закордонних дипломатичних установ України.
- Вручення відзнаки здійснюється згідно зі списком осіб, представлених до нагородження відзнакою, який складається та затверджується відповідними центральними органами виконавчої влади, державними органами, що здійснюють керівництво утвореними відповідно до законів військовими формуваннями, іншими державними органами.
- Особі, нагородженій відзнакою, разом із відзнакою вручається грамота встановленого зразка формату A4.

## Опис відзнаки
- Відзнака виготовляється з латуні з ефектом патинування і має форму кола діаметром 32 мм, обрамленого бортиком.
- На лицьовому боці відзнаки у центрі на тлі хреста розміщено стилізоване зображення палаючого серця, обрамлене знизу оливковими гілками.
- Зворотний бік відзнаки плоский. На зворотному боці у центрі розміщено малий Державний Герб України, по верхньому півколу — напис «ЗА ГУМАНІТАРНУ УЧАСТЬ», по нижньому півколу — напис «В АНТИТЕРОРИСТИЧНІЙ ОПЕРАЦІЇ». Написи розділені крапками.
- Усі зображення рельєфні.
- За допомогою вушка з кільцем відзнака з'єднується з прямокутною колодкою, обтягнутою стрічкою. Розміри колодки: ширина — 28 мм, висота — 42 мм. Розмір фігурної дужки та заокругленого виступу до колодки відповідно 30×2 мм та 2 мм.
- Стрічка відзнаки шовкова муарова темно-зеленого кольору, шириною 28 мм, з двома поздовжніми смужками білого та світло-зеленого (зліва направо) кольорів у центрі, шириною 5 мм кожна.
- Відзнака кріпиться до одягу за допомогою застібки із запобіжником, яка знаходиться на зворотному боці колодки.
- Планка відзнаки являє собою прямокутну металеву пластинку, обтягнуту стрічкою, як на колодці відзнаки. Розмір планки: висота — 12 мм, ширина — 28 мм.
- Значок відзнаки виготовляється з латуні з ефектом патинування і являє собою зменшене зображення відзнаки (без колодки) діаметром 12 мм. На зворотному боці значка — голка і цанговий затискач для прикріплення до одягу.

## Послідовність розміщення знаків державних нагород України
Відзнаку носять на грудях зліва і за наявності в особи інших державних нагород України розміщують після них. Замість відзнаки нагороджений може носити планку (на форменому одязі) або значок (на цивільному одязі). Планку носять на грудях зліва і розміщують у такій самій послідовності. Значок носять на грудях зліва.

## Нагороджені
- 23 грудня 2017 року у Західному територіальному управлінні НГУ відзнакою Президента України «За гуманітарну участь в антитерористичній операції» була нагороджена волонтерка, керівник ГО «Development Foundation» Марта Пивоваренко.[2]
- 7 березня 2019 року відзнаками Президента України «За гуманітарну участь в антитерористичній операції» були нагороджені волинські капелани ПЦУ.[3][4]